# Gură de aruncare

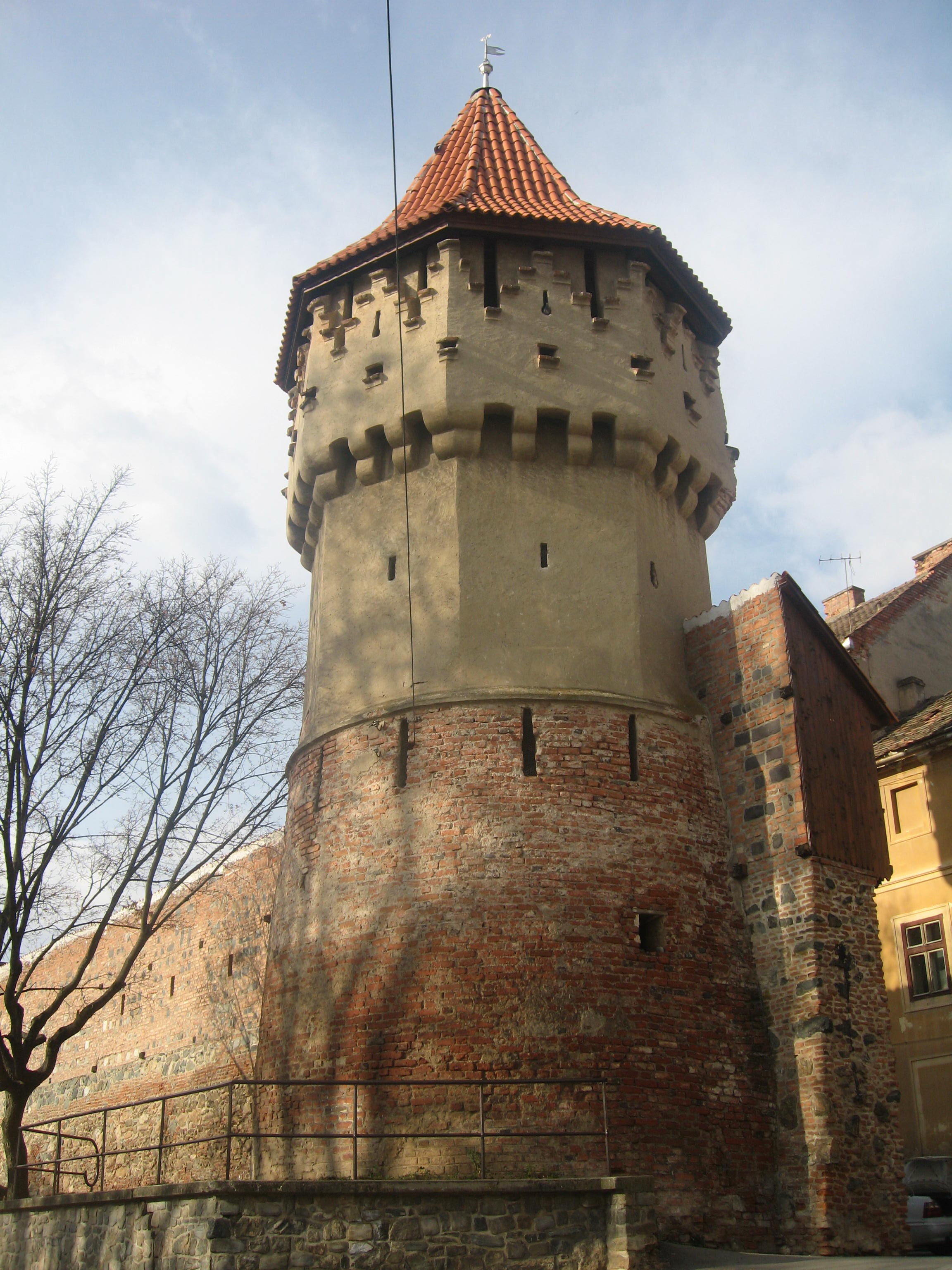
Turnul Dulgherilor din Sibiu, prevăzut cu guri de tragere și de guri de aruncare

Gura de aruncare, numită și mașiculí (din franceză mâchicoulis), este un element de arhitectură militară defensivă, constând cel mai adesea într-o serie de deschizături în podea, prin care puteau fi aruncate asupra asediatorilor apă fiartă, ulei clocotit, smoală sau pietre.

## Galerie de imagini

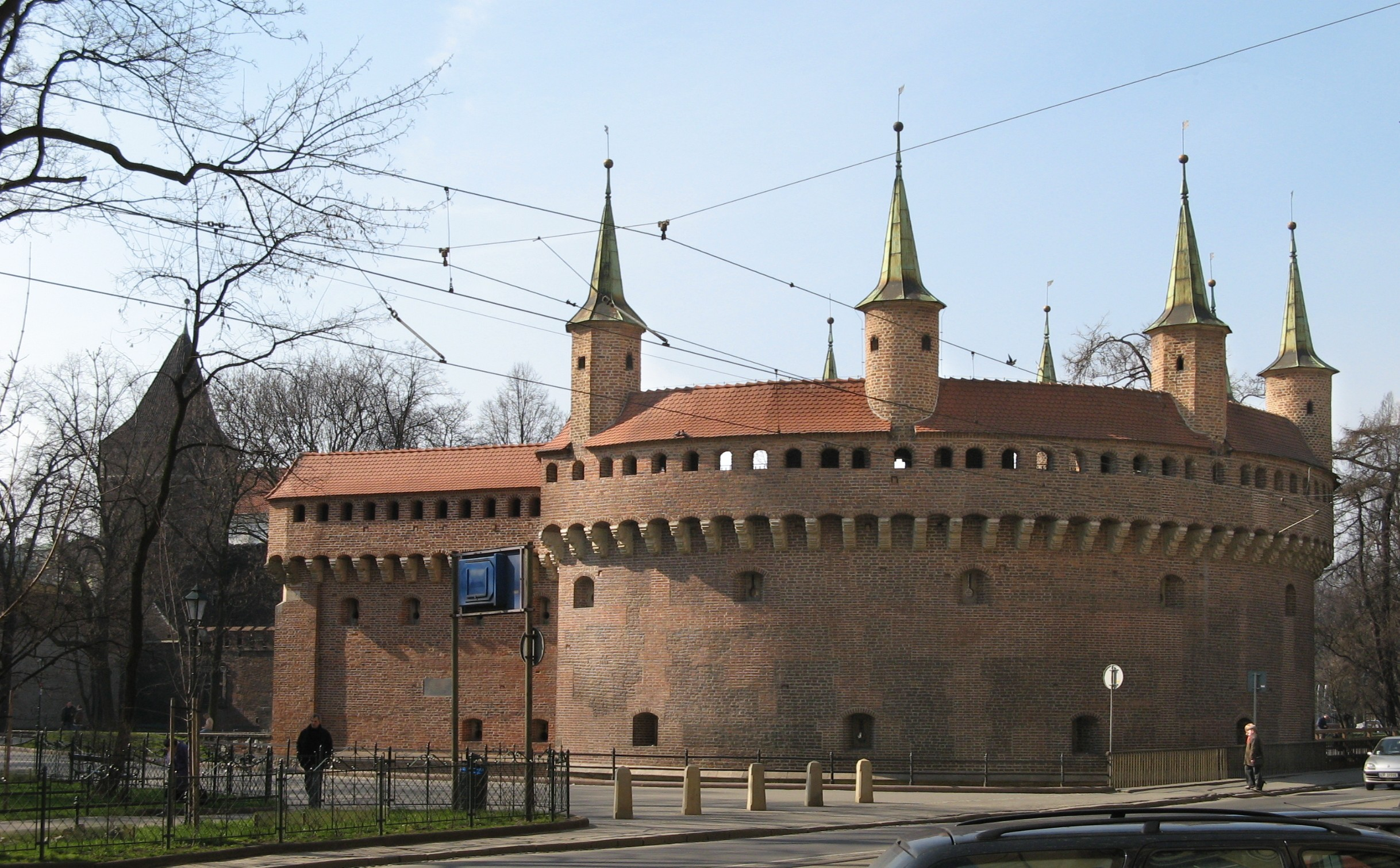
Barbacana Cracoviei